# Combat de Sant Celoni
El Combat de Sant Celoni fou un dels episodis de la Guerra dels Trenta Anys a Catalunya.

## Antecedents
Al segle xvii, l'imperi espanyol s'enfronta al Regne de França i Catalunya esdevé territori de combat. L'any 1640 fou un any decisiu i de greus conseqüències en produir-se, sobretot a partir del mes de maig, un alçament generalitzat de tota la població del principat de Catalunya contra la mobilització, i permanència sobre el país, dels terços de l'exèrcit reial (entrats a Catalunya a causa de la Guerra dels Trenta Anys amb França el 1635) i contra la pretensió que fossin allotjats dins les poblacions. Algunes es negaren a obrir les portes, com Sant Feliu de Pallerols, o Santa Coloma de Farners, on fou enviat l'algutzil Miquel de Montrodon per dur a terme la instal·lació dels soldats; en la resistència dels vilatans l'algutzir trobà la mort. La represàlia duta a terme pels terços a Riudarenes el 3 de maig desencadenaria un ràpid alçament armat de vilatans i pagesos.

## El combat
El terç d'infanteria de Mòdena de Leonardo Moles es va dirigir a Sant Celoni fugint de Riudarenes on havien cremat l'església per reunir-se amb el tros de cavalleria de Fernando Chirino de la Cueva, però foren atacats pels revoltats que perseguien als italians.
En arribar a Sant Celoni, vila no emmurallada, els italians decidiren preparar la seva defensa i varen fer barricades a totes les entrades a la població. Malgrat tot els catalans revoltats varen introduir-se a la vila per les cases més perifèriques i disparàren al terç italià des de les finestres que donaven a l'interior de la vila.
Els revoltats van prendre la vila, i mentre que la cavalleria va poder fugir de la batalla arribant a Barcelona, la infanteria italiana fou pràcticament anihilada i els supervivents van fugir, perseguits pels catalans, en direcció al Besòs i es van haver de protegir el convent de Sant Jeroni de la Murtra. Des d'allà, Chirino fugí a Blanes, on hi havia estacionat un terç i abandonà la tropa, que fou capturada, desarmada i conduïda a les Drassanes de Barcelona, on serien retinguts.

## Conseqüències
Els camperols revoltats van entrar a Barcelona el 22 de maig, possiblement amb la complicitat de les autoritats catalanes, i posaren en llibertat Francesc de Tamarit juntament amb en Francesc Joan de Vergós i de Sorribes i Lleonard Serra. Els revoltats, acampats a Sant Celoni prepararen un assalt a Blanes, on es refugiaven els terços castellans comandats per Dalmau III de Queralt, i aquest decidí l'evacuació al Rosselló, i en no poder embarcar la cavalleria, Juan de Arce va dirigir-la al nord sortint el 27 de maig, cremant Montiró el 30 de maig, i refugiant-se a la ciutadella de Roses l'endemà. Pocs dies després, la revolta a Barcelona continuaria, i durant els aldarulls del Corpus de Sang, el virrei va morir.